# Kermia benhami
Kermia benhami là một loài ốc biển, là động vật thân mềm chân bụng sống ở biển trong họ Conidae.